# Bongola (fleuve)
Pour les articles homonymes, voir Bongola.
La Bongola est un fleuve d'Afrique centrale, frontière entre le Cameroun et la Guinée équatoriale. Bras du Ntem, elle forme l'île de Dipikar (Cameroun) avant que les deux bras ne se rejoignent dans l'estuaire de Rio Campo.

## Géographie
Elle est un affluent du Ntem ; elle s'en sépare et le rejoint dans l'estuaire (Río Campo), 8 km avant de se jeter dans l'océan.
Elle borde l'île de  Dipikar (16 km de largeur et 40 km de longueur) par le nord.